# Fred de Haas

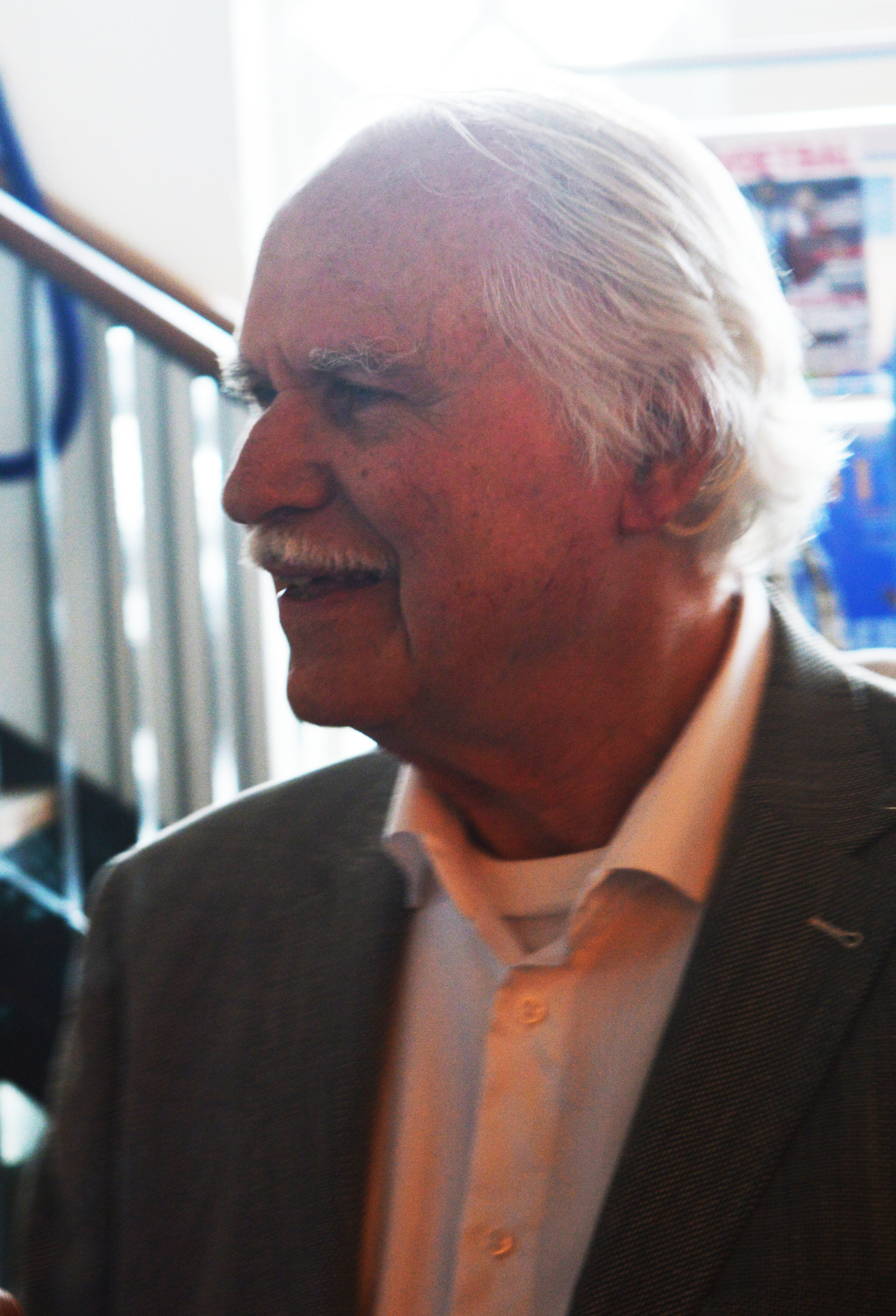
Fred de Haas

Frederik (Fred) Willem de Haas (Utrecht, 25 augustus 1938) is een Nederlands vertaler en literatuurcriticus, gespecialiseerd in de literatuur van het Caraïbisch gebied en Latijns-Amerika. Hij vertaalde vooral veel uit het Papiamentu.

## Leven
Fred de Haas studeerde cum laude af aan de Rijksuniversiteit Utrecht in de Franse, Spaanse en Portugese taal- en letterkunde. Hij werkte als leraar Frans en Spaans in het middelbaar onderwijs en gaf les aan het St. Bonifatius Lyceum in Utrecht, het Radulphus College in Willemstad (Curaçao) en Het Rijnlands Lyceum in Oegstgeest, waar hij o.a. coördinator was van een internationaal leerplan voor 12- tot 16-jarigen. Hij leidde gedurende vier jaar het leerplan en de invoering van het Middle Years Programme voor The International Baccalaureate Organisation (IBO). Hij bezocht als inspecteur, in samenwerking met de IBO-kantoren in New York, Cardiff, Genève en Stockholm, tal van internationale scholen en hield onderwijskundige workshops in Europa, China, Midden- en Zuid-Amerika. Vanaf het begin combineerde hij zijn functies in het onderwijs met werkzaamheden als literair vertaler.

## Vertaalwerk
Fred de Haas vertaalde uit het Papiaments werk van Antilliaanse dichters als Luis Daal, Pierre Lauffer, Elis Juliana, Henry Habibe, Frida Domacassé, Lucille Berry-Haseth, Olga Orman, Quito Nicolaas en Joseph Sickman Corsen. Uit het Frans vertaalde hij werk van een twintigtal Caraïbische dichters en schrijvers, alsmede, uit het Spaans, werk van de Zuid-Amerikaanse dichters Jorge Luis Borges en Pablo Neruda, alsmede van de Spaanse dichter Francisco Carrasquer.
De Haas schreef verder een studie over Russische Zigeunerromances en vertaalde liederen en romances uit het Russisch in het Nederlands. Een selectie van deze studie en romances verscheen in het Tijdschrift voor Slavische literatuur (TSL, december 2012).
Hij vertaalde ook uit het Russisch gedichten van Lidia Alexandrovna Iotkovskaja (verschenen in TSL, oktober, 2012). 

## Publicaties van eigen hand
De Haas schreef een groot aantal artikelen over taal en cultuur van de Antillen. Deze werden gepubliceerd in het Antilliaans Dagblad, in De Vlaamse Gids, Neerlandia, OSO - Tijdschrift voor Surinamistiek, de weekendbijlage Ñapa van de Amigoe di Curaçao, het tijdschrift Linguaan van het Nederlands Genootschap van Tolken en Vertalers, op de blog wijsheidsweb.nl en op de blog Caraïbisch Uitzicht van de Werkgroep Caraïbische Letteren die deel uitmaakt van de Maatschappij der Nederlandse Letterkunde te Leiden – activiteiten die nog steeds doorgaan.
De Haas schreef voorts een geschiedenis van de Sefardische Joden: Sefarad (2017) en een compacte geschiedenis van de slavernij, met bijzondere aandacht voor de Nederlandse koloniën: Servus; Macht, slavernij, uitsluiting (2020).

## Musicus
Fred de Haas bespeelt de gitaar en de ukelele. Met het Curaçaose Salsbach Jazz Trio voerde hij als gitarist het Adagio van Joaquin Rodrigo uit op Curaçao, Aruba en Bonaire, live en voor TV. Ook werkte hij mee aan de Misa Antiyano van componist Etzel Provence. Fred de Haas is leider, zanger, gitarist en presentator van het Latijns-Amerikaanse Ensemble Alma Latina.

## Boekpublicaties
- Pablo Neruda, De Verzen van Kapitein. Gedichtenbundel (Los versos del Capitán). Rotterdam: Flamboyant/P, 1974, vertaald uit het Spaans. (Tweede druk, juni 1975. Derde gewijzigde en uitgebreide druk, maart 1977. Vierde druk, augustus 1978.)
- Luis Daal, Na Ora Oradu / Te juister stonde. Een bloemlezing uit het werk van Luis Daal. Rotterdam: Flamboyant/P, 1976, vertaald uit het Papiaments. Met een inleiding door de vertaler. Tweetalige uitgave.
- Francisco Carrasquer, Vespers /Vísperas. Rotterdam: Flamboyant/P, 1976, met een voorwoord van Lucebert. Tweetalige uitgave. (Heruitgave Haarlem: In de Knipscheer, 1984.)
- Jorge Luis Borges, Lof der duisternis. Poëziebloemlezing. Rotterdam: Flamboyant/P, 1977, vertaald uit het Spaans.
- Maryse Condé, Tim Tim Bois Sec. Bloemlezing uit het werk van Franstalige Caribische dichters en schrijvers, samengesteld door uit Guadeloupe afkomstige schrijfster Maryse Condé. Mandala Reeks III, 3, Haarlem: In de Knipscheer, 1980, vertaald uit het Frans.
- De Open Plek. Heruitgave van Tim Tim Bois Sec. Haarlem: In de Knipscheer, 1984. Hiervan verscheen ook een heruitgave in de reeks Globe Pockets, Haarlem: In de Knipscheer, 1996 (onder redactie en met een inleiding van Kathleen Gyssels).
- Frida Domacassé, Kurason kibrá kurason hinté/Heel mijn gebroken hart. Rotterdam: Calbina, 2007, poëzie vertaald uit het Papiaments. Met een inleiding door de vertaler. Tweetalige uitgave.
- Ta ken mi ta / Wie ik ben. Haarlem: In de Knipscheer, 2011, bloemlezing uit het werk van de Amsterdamse dichtersgroep Simia Literario. Gedichten in het Papiaments (vertaald door Fred de Haas; tweetalig uitgegeven), Nederlands en Engels over het thema ‘Identiteit’. Inleiding door de vertaler.
- Elis Juliana, Hé Patu / Waggeleend. Twintig-en-één gedichten in het Papiamentu, gekozen en vertaald door Fred de Haas. Haarlem: In de Knipscheer, 2011. Voorzien van een inleiding door Lucille Berry-Haseth en Sidney Joubert. Nawoord van de vertaler. Tweetalige uitgave.
- Bernadette Heiligers, Pierre Lauffer; Het bewogen leven van een bevlogen dichter. Fred de Haas vertaalde de Papiamentu gedichten van Pierre Lauffer. Haarlem: In de Knipscheer, 2012.
- Lucille Berry-Haseth, Enkuentro / Ontmoeting. Een keuze uit haar gedichten uit het Papiaments door Fred de Haas met medewerking van Bernadette Heiligers/ Un selekshon di su poemanan tradukshon di Fred de Haas ku kooperashon di Bernadette Heiligers. Curaçao 2013.
- Olga Orman, Cas di biento / Doorwaaiwoning. Vertaling en voorwoord Fred de Haas. Haarlem: In de Knipscheer, 2015.
- Fred de Haas, Geest van Sefarad; een joodse odyssee. Amsterdam: Carib Publishing/Uitgeverij SWP, 2017.
- Fred de Haas, Servus; Macht, slavernij, uitsluiting, verzet. Haarlem: In de Knipscheer, 2020.
- Pierre Lauffer, Balada di Buchi Fil/ De Ballade van Buchi Fil. In het Nederlands bewerkt door/Tradukshon i adaptashon hulandes di Fred W. de Haas. Kòrsou: Fundashon Pierre Lauffer, 2021.
- Album van de Caraïbische poëzie. Samengesteld door Michiel van Kempen  en Bert Paasman in samenwerking met Noraly Beyer. Amsterdam: 2022. De Haas tekende voor een flink aantal vertalingen uit het Papiamentu.

## Website
- Alma Latina.